# Szułdan
Szułdan (ros. Шулдан) – średniowieczny skalny klasztor prawosławny, zbudowany przez ludność grecką w zachodniej części Krymu na Ukrainie, leżący kilka kilometrów od Mangup i koło wioski Tiernowka. 
Klasztor znajduje się w urwisku skalnym góry Szułdan i obejmuje około 20 skalnych grot, sztucznych lub naturalnych jaskiń adaptowanych na cele mieszkalno-sakralne. Groty rozmieszczone są na dwóch poziomach. W zespole tym są dwie cerkwie. Pierwsze groty powstały przypuszczalnie w XIII–XIV w., był to jednak niewielki monastyr. Znaczna rozbudowa, polegająca na powiększeniu oraz rozbudowie dotychczasowych pomieszczeń, a także na wykuciu nowych, miała miejsce w czasach księstwa Teodoro w XV w. Pewne cechy (np. tzw. gornieje miesto, przeznaczane zazwyczaj dla biskupa) głównej cerkwi świadczą o dużym znaczeniu cerkiewnym tego ośrodka w Teodoro. Po zdobyciu Teodoro przez Turcję w 1475 r. klasztor upadł. Są ślady, że w późniejszym okresie jego pomieszczenia były wykorzystywane jako schronienie dla bydła.  
Główna cerkiew zespołu jest założona w naturalnej jaskini, w obecnej postaci pochodzi z XV w., ale zachowane są ślady świadczące, że została wykonana w miejscu starszej cerkwi, którą powiększono i znacząco przebudowano. W latach 30. XX w. widoczne były jeszcze zabytkowe freski, obecnie nie zachowane. Cerkiew ta połączona jest przejściem z niewielką kaplicą (4,1x2,1 m i 1,95 m wysokości) oraz z baptysterium (2,1x2,05 m i 2 m wysokości). Obok są resztki mniejszego, starego baptysterium z XIII-XIV w., wykorzystawanego w XV w. jako kaplica grobowa. Współcześnie cerkiew ta została reaktywowana i pełni funkcje sakralne (stan na 2004 r.). 
Druga cerkiew ma wymiary 9,6x4,7 m i 1,9 m wysokości. 